# Natixis

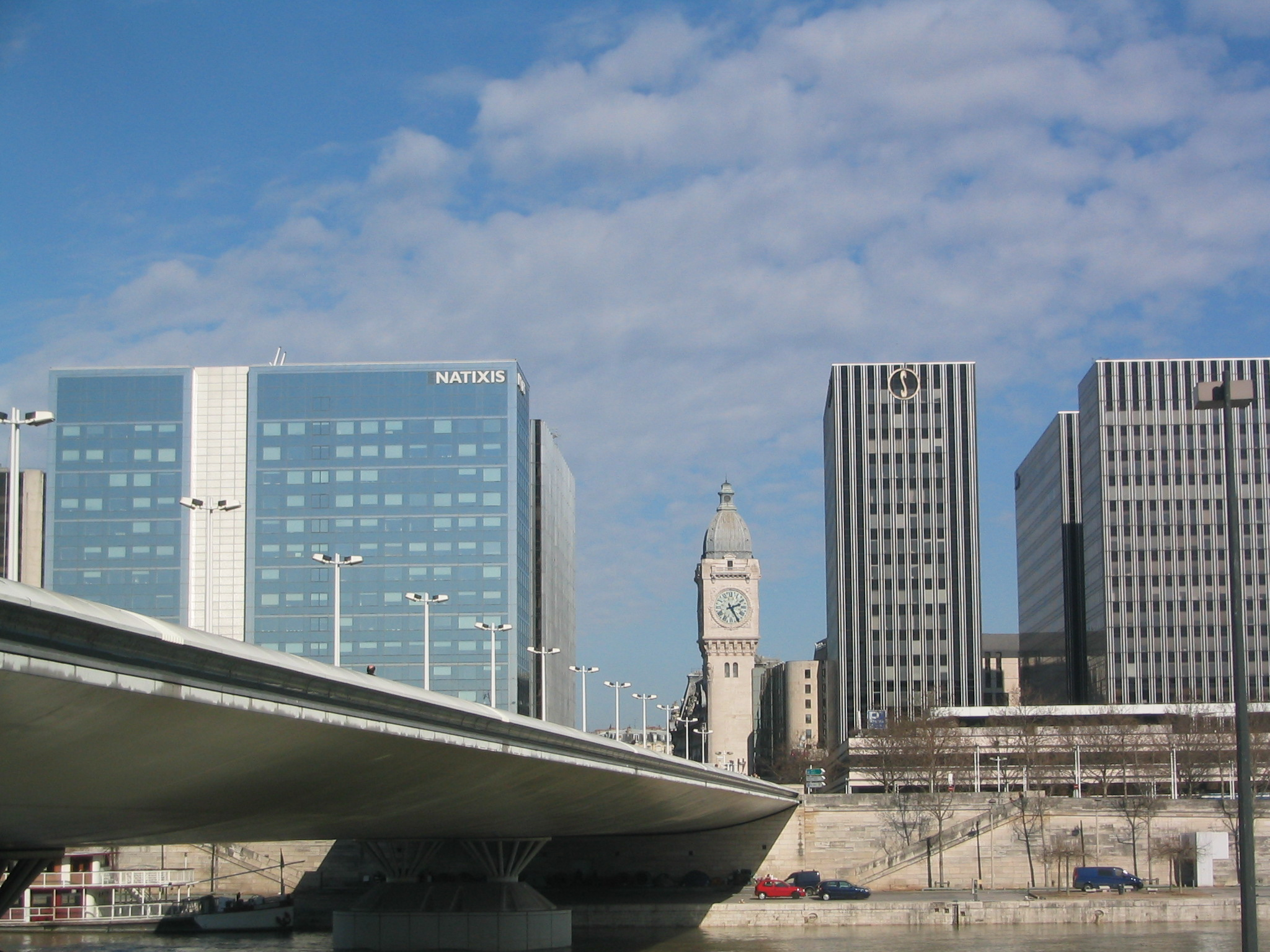
Prédio da Natixis em Paris, França

Natixis é um banco francês criado em 17 de Novembro de 2006, em resultado da fusão das operações investimentos e de gestão de ativos do Natexis Banque Populaire (grupo Banque Populaire) e IXIS (grupo Caisse d'Epargne). Natixis está presente em quase 40 países, nomeadamente através da Natixis Investment Managers e da Natixis Corporate & Investment Banking
Em 1º de dezembro de 2022, Stéphanie Paix foi nomeada CEO da Natixis. Ela continua sendo membro do comitê de gestão geral do BPCE e é responsável pelos negócios globais do Groupe BPCE.